# カルビン・ジョンソン
カルビン・ジョンソン（Calvin Johnson, Jr. 1985年9月29日- ）はジョージア州ニューナン出身の元アメリカンフットボール選手。NFLのデトロイト・ライオンズに所属していた。ポジションはワイドレシーバー。背番号は81。愛称はメガトロンで、ライオンズにかつて在籍したチームメートのロイ・ウィリアムズがトランスフォーマーのキャラクターにちなんで名付けた。
6フィート5インチの大柄な体ながら、40ヤードダッシュで4秒35のスピードを持ち、跳躍能力、ボディバランス、目と手の協応も優れている。
2021年2月、プロフットボール殿堂入りした。

## 経歴

### 大学入学前
ジョージア州ニューナンで生まれた
中等学校の10年生のときに身長は6フィート4インチの高さになった。ジョージア州タイローンのサンディクリーク高校に進学した彼はワイドレシーバーを務め、2年時には34回のレシーブで646ヤード、10TD、3年時には40回のレシーブで736ヤード、8TDをあげた。高校時代の背番号81番は、2010年10月22日に永久欠番となった。
大学入学前に彼は全米トップ10のワイドレシーバー、トップ100の選手と目された。The Insider comからは、全米4位のワイドレシーバー、15位の選手に、Rivals.comからはジョージア州の1位、全米で37位の選手に評価された。

### 大学時代
ジョージア工科大学に入学した彼は、チャン・ゲイリーのもとで2004年から2006年までの3シーズンプレー、3シーズンで178回のレシーブで2927ヤードを獲得、28TDをあげた。レシーブ獲得ヤードでは大学歴代1位、レシーブ回数では歴代2位、TDレシーブでは歴代1位となった。
1年次の2004年から、チームトップの48回のレシーブで837ヤード、7TDをあげて、アトランティック・コースト・カンファレンスのファーストチームに選ばれた。
2年次の2005年には、54回のレシーブで888ヤード、6TDをあげて、カンファレンスのファーストチーム及びオールアメリカンファーストチームにも選ばれた。またフレッド・ビレトニコフ賞のセミファイナリストにもなっている。
3年次の2006年にはハイズマン賞の候補にも名前があがった。ハイズマン賞こそ10位で獲得できなかったが、76回のレシーブで1202ヤードを獲得、15TDをあげた。カレッジフットボール最優秀レシーバーに与えられるフレッド・ビレトニコフ賞、カンファレンスの最優秀選手、オールアメリカンファーストチームに選ばれた。ウェストバージニア大学とのゲイターボウルでは自己ベストの186ヤード、2TDを獲得した。

### 2007年

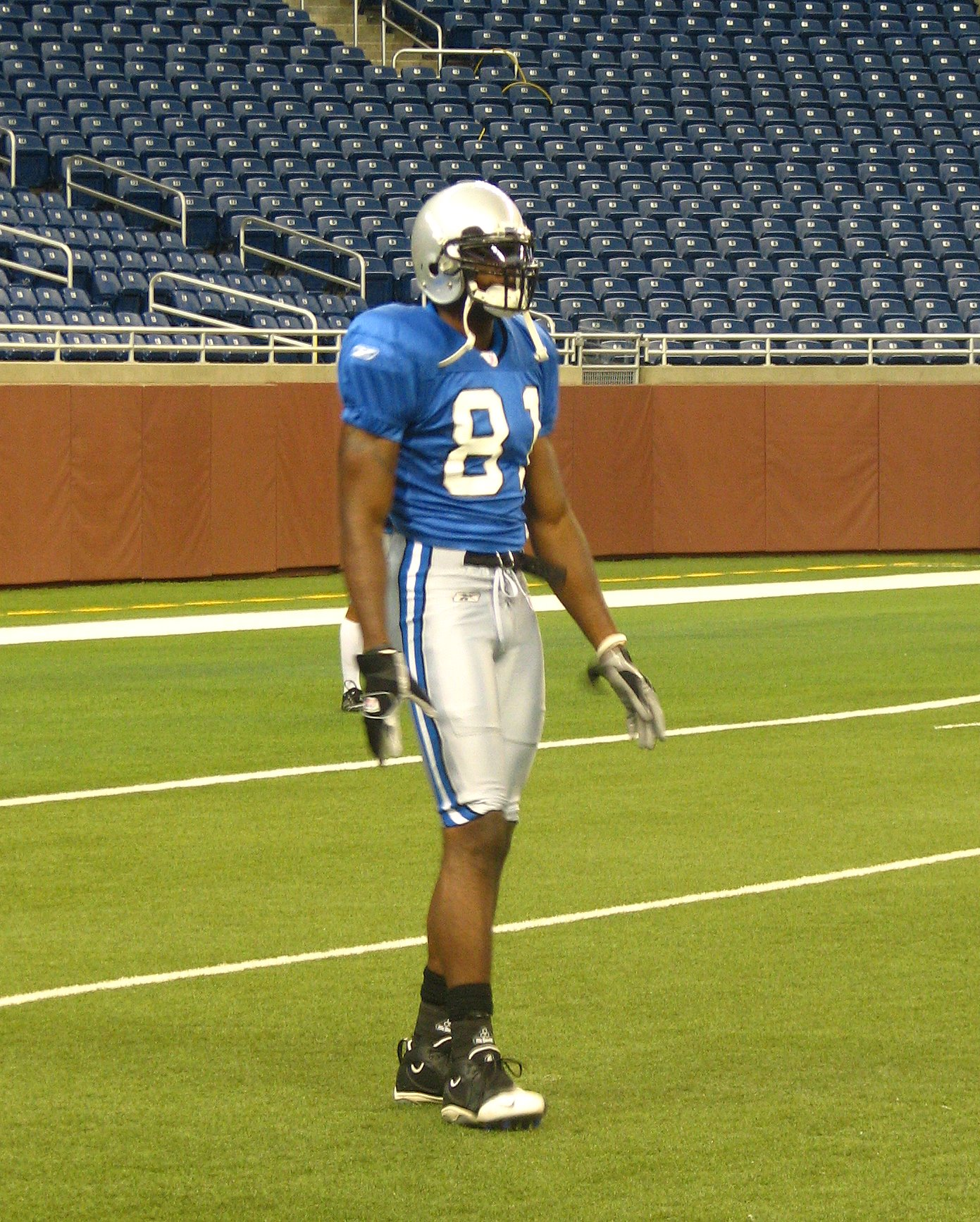
2007年プレシーズンのジョンソン

2007年1月8日、最終学年ではプレーせず、ドラフトにアーリーエントリーすることを表明した。ジョンソンは多くのメディアからドラフト全体1位指名候補と目され、ESPNはランディ・モスのように1年目から活躍するだろうと報道した。
ドラフトコンバインでは予想よりも12ポンド重い239ポンドの体重で現れた。このことについて彼は、2006年シーズン235ポンドでプレーしていたと語り、体重は問題ではないと述べた。メディアに対して彼はコンバインでは40ヤードダッシュを行わないこと、3月15日にジョージア工科大学で行われるワークアウトを待ってほしいと語った。彼はジョージア工科大学で行われたワークアウトで、40ヤードダッシュで4秒35、立ち幅跳びで3.53m（11フィート7インチ）を記録した。
| 6 ft 5 in (196 cm)                      | 239 lb (108 kg) | 36 in (91 cm) | 9+3⁄4 in (25 cm) | 4.35 s | 1.55 s | 2.58 s | 42.5 in (108 cm) | 11 ft 7 in (3.53 m) | 41 |
| All values from NFL Combine and Pro Day |                 |               |                  |        |        |        |                  |                     |    |

ドラフトでは1巡全体2位でデトロイト・ライオンズに指名された。ライオンズはジョンソンをトレードしようと画策し、タンパベイ・バッカニアーズが最有力候補であったが、トレードを行わないことをその後表明した。翌日、デトロイト・タイガースの始球式に彼は呼ばれた。
彼はNFLからロサンゼルスで行われたNFLルーキープレミアに参加するよう命じられ、チームのミニキャンプに参加できなくなった。このため、チームのキャンプは日程変更を行った。その後、彼はホールドアウトを8日間行い、8月3日にライオンズと6年6400万ドル（2720万ドルの保証）で契約を結んだ。この金額は、後にライオンズと契約を結んだマシュー・スタッフォード、エンダムカン・スーに次いでチーム史上歴代3位の金額、ワイドレシーバーとしてはNFL歴代最高額（保証額）となっている。
9月9日のオークランド・レイダースとの開幕戦では控えとして出場し、4回のレシーブで70ヤード、1TDをあげた。9月23日のフィラデルフィア・イーグルス戦で背中を痛めた。10月21日のタンパベイ・バッカニアーズ戦ではリバースプレーから、32ヤードのプロ初TDランをあげた。チームメートのロイ・ウィリアムズは彼の大きい手からメガトロンとニックネームをつけた。
この年彼は48回のレシーブで756ヤード（平均15.8ヤード）を獲得、5TDをあげた。2008年4月、彼は前年背中の痛みに悩まされながらプレーしたことを語り、最後の3ヶ月間はヴァイコディンを服用しながらプレーしたことを明かした。

### 2008年
2008年9月7日、ロードでのアトランタ・ファルコンズ戦で、先発したロイ・ウィリアムズに代わり交代出場し、チームトップの7回のレシーブで107ヤードを獲得したが、チームは21-34で敗れた。第2週のグリーンベイ・パッカーズ戦では6回のレシーブで129ヤードを獲得、2TDをあげたが、チームは25-48で敗れた。続くサンフランシスコ・フォーティナイナーズ、シカゴ・ベアーズとの2試合ではいずれもTDなし、獲得ヤードも50ヤード以下に終わった。続くミネソタ・バイキングス戦では4回のレシーブで85ヤード、1TDをあげた。トレードデッドラインとなる前の10月14日にロイ・ウィリアムズがダラス・カウボーイズにトレードされ、2009年のドラフト1巡、3巡などと引き替えにトレードされ、ジョンソンは先発メンバーとなった。
ウィリアムズが移籍後初の試合となった第7週のヒューストン・テキサンズ戦ではQBジョン・キトナがすでにシーズン絶望となっており、ダン・オーロフスキーが先発QBとなっていた。この試合でわずか2回のパスしかキャッチできなかったが、154ヤードを獲得、96ヤードのTDをあげた。この試合も21-28で敗れた。第9週のシカゴ・ベアーズ戦目ではシーズンハイの8回のレシーブで94ヤードを獲得、1TDをあげたが、23-27で敗れて開幕からの連敗はストップしなかった。第10週には引退した元オールプロQBダンテ・カルペッパーがライオンズと1年契約を結んで2試合に先発した。ジャクソンビル・ジャガーズ戦では2回のレシーブで92ヤードを獲得、チームは14-38で敗れた。第14週のカルペッパーが再度先発したミネソタ・バイキングス戦では3回のレシーブで84ヤードを獲得、1TDをあげて、この試合でレシーブ1000ヤード以上を突破した。
第15週のインディアナポリス・コルツ戦ではダン・オーロフスキーが先発、ジョンソンは9回のレシーブで110ヤードを獲得、1TDをあげたがチームは21-31で敗れた。最終週のグリーンベイ・パッカーズ戦に21-31で敗れて、ライオンズは開幕から16連敗でシーズンを終えた。この年、チームではジョン・キトナ、ダン・オーロフスキー、ドリュー・スタントン、ダンテ・カルペッパー、ドリュー・ヘンソンと5人のQBが出場した中で、レシーブ獲得ヤードでNFL5位の1331ヤード、1試合あたりのレシーブ獲得ヤードでNFL7位の83.2ヤード、NFLトップの12TDレシーブをあげたが、プロボウルには選出されなかった。
2001年からライオンズのゼネラルマネージャーを努めていたマット・ミレンが9月28日に解任され、マーティン・メイヒューが後任となった。

### 2009年
ロッド・マリネリヘッドコーチが解任され、テネシー・タイタンズの守備コーディネーター、ジム・シュウォルツが後任となった。2009年のドラフトでチームは全体1位指名権を利用してジョージア大学のQBマシュー・スタッフォードを指名した。スタッフォードは、トレーニングキャンプで先発QBに指名されたが、怪我に悩まされた。
10月11日のピッツバーグ・スティーラーズ戦で第1Qにふくらはぎを痛めて、その試合には戻れなかった。
ジョンソンはこの年、67回のレシーブで984ヤード、5TD、2試合に欠場した。

### 2010年
2010年のシカゴ・ベアーズとの開幕戦で残り31秒に決勝TDをキャッチしたかに思われたが、レフェリーはジョンソンがボールを確保していなかったと判断、パス不成功となりチームは14-19で敗れた。このプレーに対する判定は騒動となったが、翌年5月14日のNFL競技委員会では、パス捕球と認められるには、一連のプレーが終わるまでしっかりとボールを確保しないといけないルールが維持される決定がなされた。
この年、彼は77回のレシーブで1120ヤード、12TDをあげて、初めてプロボウルに選ばれた。

### 2011年

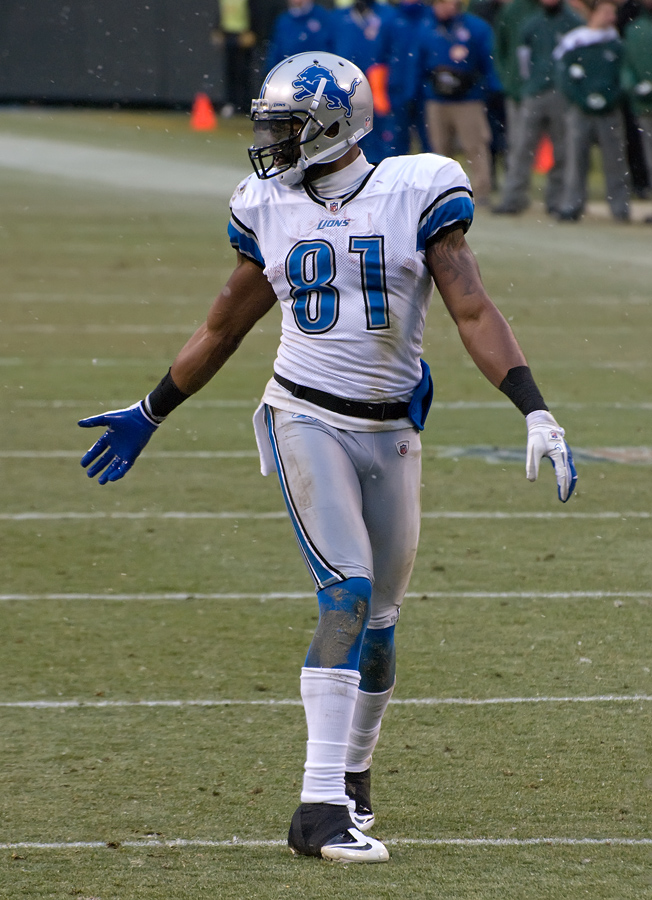
2012年1月1日、グリーンベイ・パッカーズ戦でのジョンソン

2011年、彼は自己ベストとなる96回のレシーブでNFLトップの1681ヤード、ロブ・グロンカウスキーに次ぐNFL2位の16TDをあげた。95回以上のレシーブ、1600ヤード以上をレシーブで獲得、15TD以上をあげたのは、ジェリー・ライス、ランディ・モスに次いで史上3人目の記録であった。
第3週のミネソタ・バイキングス戦では7回のレシーブで108ヤード、2TDをあげて、チームの20点差からの逆転勝利に貢献した。第4週のダラス・カウボーイズ戦では彼が第4Qに2TDをあげた活躍もあり、チームは24点差から逆転、34-30で勝利した。2TDのうち、1回はエンドゾーンで3人の守備選手にカバーされた中であげたTDであった。第4週までに彼は8TDをあげて、クリス・カーターが作った開幕からの4試合連続複数TDレシーブ記録に並んだ。チームは1980年以来31年ぶりに開幕から4連勝を果たした。第5週のシカゴ・ベアーズ戦でも5回のレシーブで130ヤード、1TDをあげ、チームは1956年以来となる開幕5連勝を果たした。第6週のサンフランシスコ・フォーティナイナーズ戦では7回のレシーブで113ヤードを獲得したが、TDなしに終わり、チームの開幕からの連勝も5で止まった。
10月30日のデンバー・ブロンコス戦では6回のレシーブで125ヤード、1TDをあげて、チームは45-10で快勝した。11月13日のシカゴ・ベアーズ戦でランス・ブリッグスのハードヒットを受けて、脳震盪を起こした。
第15週のオークランド・レイダース戦では残り39秒に6ヤードのTDパスをキャッチし、98ヤードのTDドライブをしめくくり、チームは28-27で勝利し、9勝5敗となり、ワイルドカード争いで他のチームに2ゲーム差をつけた。チームはクリスマスイブに行われた第16週のサンディエゴ・チャージャーズ戦で4回のレシーブで102ヤード、1TDをあげた。チームは38-10で勝利し、1999年以来となるプレーオフ進出を決めた、さらに第17週のグリーンベイ・パッカーズ戦では自己ベストとなる244ヤードを獲得したが、チームは41-45で敗れた。ロードでのニューオーリンズ・セインツ戦では12回のレシーブで211ヤードを獲得、2TDをあげたが、28-45で敗れた。負傷のため、この年のプロボウルを辞退、代役にはロディ・ホワイトが選ばれた。この年のAP通信が選ぶオールプロの投票では、ジャレッド・アレンとともに、50票中49票の最多得票を得た。

### 2012年
2012年3月14日に8年間で、1億3200万ドルの契約延長をした。この金額は当時プロスポーツ史上最高額契約となった。
この年、発売されるマッデンNFL 13のカバーアスリートに候補に合計42人の中の1人となり、ファン投票により、決勝でキャム・ニュートンを52-48で破り、カバーアスリートに選ばれた。
この年、開幕から8試合で48回のレシーブで767ヤードを獲得したが、1TDにとどまった。9月30日のミネソタ・バイキングス戦で頭部にヒットを受けたが、脳震盪の影響があるのではないかといった見方を11月9日に否定した。
セントルイス・ラムズとの開幕戦では、6回のレシーブで111ヤードを獲得、勝利に貢献した。第3週のテネシー・タイタンズ戦では10回のレシーブで164ヤード、1TDをあげた。第4週のミネソタ・バイキングス戦ではチャド・グリーンウェイからヘルメットが衝突するタックルを受けていったんはサイドラインに下がったが、その試合中に復帰した。シカゴ・ベアーズ戦で3回のレシーブで34ヤード、翌週の10月28日のシアトル・シーホークス戦でも3回のレシーブで46ヤードと抑えられたが、最後の逆転TDドライブで2回レシーブ、1回は第3ダウンのピンチを救うファーストダウン獲得となった。この試合では、シーホークスのリチャード・シャーマンが、Twitterのハンドルネームをオプティマス・プライムと称して戦いに臨んでいた。11月には32回のレシーブでNFLトップの619ヤードを獲得、3TDをあげて、NFCの月間最優秀攻撃選手に選ばれた。11月11日のミネソタ・バイキングス戦では12回のレシーブで207ヤード、1TDをあげたが、チームは24-34で敗れた。
第9週から第16週まで125ヤード以上を獲得、パット・スタッドスティルがそれまで持っていた記録を更新した。12月22日のアトランタ・ファルコンズ戦で、それまでジェリー・ライスが持っていたシーズン1848ヤードのレシーブ獲得ヤード記録を更新した。その試合で彼は8試合連続レシーブで100ヤード以上獲得、4試合連続二桁レシーブのNFL記録も達成した。この年彼は、プロフットボール殿堂入りWRマイケル・アービンに並ぶ11試合で100ヤード以上のレシーブを記録した。最終週のシカゴ・ベアーズ戦ではしばしばダブルカバーをされて72ヤード獲得となり、シーズン2000ヤードレシーブにわずか36ヤード足りなかった。この年彼はNFLトップの122回のレシーブでNFL記録となる1964ヤードを獲得した。
この年もオールプロファーストチームに選ばれた。故障のため、プロボウルを辞退、代わりにビンセント・ジャクソンが選出された。

### 2013年
2013年、5月20日、前年複数の指を負傷しながら、プレーを続け、シーズンレシーブ獲得ヤードの新記録を樹立していたことを明らかにした。膝を痛めているため、プレシーズンゲームの第2週、第3週を欠場した。第3週のワシントン・レッドスキンズ戦で7回のレシーブで115ヤードを獲得、1TDをあげた。チームはワシントンで75年ぶりの勝利をあげた。第4週のグリーンベイ・パッカー戦を膝の故障のため欠場した。10月20日のシンシナティ・ベンガルズ戦では9回のレシーブで155ヤードを獲得、2TDをあげたが、チームは24-27で敗れた。10月27日のダラス・カウボーイズ戦では彼をターゲットにしたパス16本中14本をキャッチし、329ヤードを獲得、31-30の勝利に貢献した。またこの試合で記録した329ヤードは、1989年にフリッパー・アンダーソンがオーバータイムの末、記録した336ヤードに次ぐNFL歴代2位の記録となった。またこの試合でレシーブで200ヤード以上獲得した試合数も5試合となり、ランス・アルワースに並ぶNFLタイ記録となった。
10月には3試合の出場でNFLトップの509ヤード、NFL2位の26回のレシーブを記録して、NFC攻撃部門月間MVPに選ばれた。
11月10日のシカゴ・ベアーズ戦で2TDをあげて、それまでハーマン・ムーアが持っていたTDレシーブのチーム記録を更新した。11月17日のピッツバーグ・スティーラーズ戦でも6回のレシーブで179ヤード、第2Qに2TDをあげたが、後半はスティーラーズの守備にスタッフォードとのホットラインが封じられてチームも無得点に終わった。12月22日のニューヨーク・ジャイアンツ戦では3回のレシーブで43ヤードに終わり、チームは過去6戦中5敗する失速で、7勝8敗となりプレーオフ進出が消滅した。12月29日のミネソタ・バイキングスとのシーズン最終戦はひざの故障で欠場した。
2014年1月3日、オールプロファーストチームに選ばれた。1月15日、膝とシーズン中に骨折した3本の指の手術を前の週に行ったことを明らかにした。

### 2014年
2014年、ニューヨーク・ジャイアンツとの開幕戦の第1Qだけで2TDをあげるなど、7回のレシーブで164ヤードを獲得した。故障を抱えた中での出場となった第4週、第5週の試合ではおとりとなり、第4週のニューヨーク・ジェッツ戦で2回のレシーブで12ヤード、第5週のバッファロー・ビルズ戦では1回のレシーブで7ヤードにとどまり。故障を悪化させた。第6週から欠場した。10月25日のロンドンゲームまで足首の負傷のため、3試合に欠場した。
11月10日のマイアミ・ドルフィンズ戦でおよそ1カ月ぶりに復帰、7回のレシーブで113ヤード、1TDをあげて、チームは3試合連続で第4Qに逆転勝利した。サンクスギビングデーに行われたシカゴ・ベアーズとの試合でレシーブ通算10000ヤードを達成した。115試合目での記録達成であり、これはNFL史上最速記録であった。この年、5年連続のプロボウルに選ばれた。ライオンズの選手としては、バリー・サンダースの10年連続に次ぐチーム歴代2位の記録となった。
この年も故障のため、プロボウルの出場を辞退、オデル・ベッカムが代役に選ばれた。
2015年シーズンをもって引退。膝の故障と、チーム状態の悪さと契約問題のこじれに嫌気がさしたのが理由という。

## 記録

### NFL記録
- シーズンレシーブ獲得ヤード記録 1,964ヤード（2012年）[64]
- 月間最多レシーブ 49回（2012年12月）
- 開幕からの連続複数タッチダウンレシーブ 4試合連続（2011年）[36]
- 2年連続レシーブ獲得ヤード1600ヤード以上（2011年、2012年）
- シーズン獲得ヤード1600ヤード以上 2回（マービン・ハリソン、トリー・ホルトとタイ記録）
- 100ヤード以上レシーブ連続達成試合数 8試合[62]
- 10回以上レシーブ連続達成試合数 4試合[61]
- 1シーズンにおけるレシーブ100ヤード以上達成試合数 11試合（マイケル・アービンとタイ記録）[62]
- 複数タッチダウンレシーブ達成連続試合数 4試合（クリス・カーターとタイ記録）[36]
- 4クォーターでの最多レシーブ獲得ヤード 329ヤード[92]
- 連続した2試合でのレシーブ獲得ヤード 484ヤード（2013年11月）[93]
- レシーブで200ヤード以上獲得した試合数 5試合（ランス・アルワースとタイ記録）[75]
- 連続した5試合でのレシーブ獲得ヤード 861ヤード[94]
- 連続した6試合でのレシーブ獲得ヤード 962ヤード[95]
- レシーブ10000ヤード最速達成 115試合目（それまでの記録はトリー・ホルトの116試合）[88]

### デトロイト・ライオンズ記録
- シーズンタッチダウンレシーブ 16（2011年）[96]
- 通算タッチダウンレシーブ 83[97]
- 二桁タッチダウンレシーブ達成シーズン 4回[96]
- 70ヤード以上のレシーブ[98] 8回
- ハーフでの複数タッチダウン[98] 12回
- 1試合のレシーブ獲得ヤード 329ヤード、（フリッパー・アンダーソンの336ヤードに次いでNFL歴代2位）[74]
- 最多レシーブ獲得ヤード 11,619ヤード[99]
- プレーオフでの1試合レシーブ獲得ヤード 207ヤード（2012年1月7日、ニューオーリンズ・セインツ戦）[100]

## 身体能力
NFLを代表するフリーク（異様な身体能力の持ち主）。
身長196cm、体重108kgというワイドレシーバーとしては規格外の体格ながら、40ヤード走4.35秒のスピードと、垂直跳び114cm、立ち幅跳び353cmのジャンプ力を持ち合わせている。
指極208cm、指高264cmというリーチの長さと前述の優れたジャンプ力によって、助走無しの最高到達点は378cmに達する。この高さは、NBA選手シャキール・オニールの助走有りの最高到達点と同値である。
知能にも優れ、ワンダリックテスト（NFLコンバインで行われる知能テスト）の41/50点はIQ142に相当し、NFLのワイドレシーバーで歴代3位である。

## 人物
控えめで真面目な選手として知られている。タッチダウン後のポーズでは、ウサイン・ボルトを真似ていたことがある。
タッチダウン後に、クロスバーにダンクシュート・パフォーマンスをしていたが、このセレブレーションは2014年よりNFLから禁止されることになった。
ナイキとハズブロが提携し、カルビン・ジョンソン仕様のシューズとアクション人形を2013年11月26日より発売した。シューズは個別にも購入可能であったが、シューズとアクション人形のセットは彼の背番号と同じ81個のみの限定販売であった。人形、シューズともにオリジナル版のメガトロンの色、紫を基調としている。
ジョンソンはクリスチャンで、左手にイエス・キリストが磔になったタトゥーを右手に十字架のタトゥーを入れている。またライオンズの選手たちで毎週行っている聖書を学習しているメンバーの1人である。